# Islamische Kommission Spaniens
Die Islamische Kommission Spaniens (spanisch: Comisión Islámica de España, Abk. CIE) ist die gesetzliche Vertretung der Muslime und der islamischen Verbände gegenüber der spanischen Gesellschaft und der Regierung. Ihre Aufgaben sind Repräsentation, Aushandlung, Unterzeichnung und Umsetzung der Vereinbarungen zwischen Staat und Islam, niedergelegt im Gesetz 26/1992. Die Islamische Kommission Spaniens trifft sich regelmäßig mit Vertretern der Regierung in der Gemischten Paritätischen Kommission und zusätzlich zu informellen Gesprächen mit dem vorsitzenden Minister über Gesetzesinitiativen sowie mit der Verwaltungsbehörde für Religiöse Angelegenheiten im Justizministerium. Sie hat ihren Sitz in Madrid.

## Historische Zusammenfassung
Im Jahr 1967 verkündete man in Spanien das erste Gesetz, das den Muslimen offiziell gestattete, sich zu organisieren. Nach einem jahrhundertelangen Ausschluss der Muslime aus der spanischen Gesellschaft konstituierte sich 1968 die erste muslimische Vereinigung mit örtlicher Bedeutung in Melilla und im Jahr 1971, auf nationaler Ebene und mit Sitz in Madrid, die „Asociación Musulmana en España“ (AME).
Nach der aktuellen Verfassung wurde das Verfassungsgesetz der Religionsfreiheit in Kraft gesetzt und so konstituierte sich die „Union der Islamgemeinden Spaniens“ (spanisch: Unión de Comunidades Islámicas de España, Abk. UCIDE), ebenso wurde der „Spanische Bund der religiösen islamischen Körperschaften“ (spanisch: Federación Española de Entidades Religiosas Islámicas, Abk. FEERI) geschaffen, welche beide zusammen die Islamische Kommission Spaniens (CIE) bilden, die wiederum in den „Muslimischen Rat für Zusammenarbeit in Europa“ (französisch: Conseil musulman de coopération en Europe, CMCE) eingebunden ist.

## Repräsentanten
Die Geschäftsführung der CIE wird aus den Präsidenten der beiden Mitglieder, UCIDE und FEERI, gebildet:
- Präsident (für die UCIDE): Riay Tatary, Prior des „Orden del Mérito Civil“ und Vizepräsident des CMCE.
- Vizepräsident (für die FEERI): Mohamed Hamed Ali, Präsident der Islamischen Gemeinschaft in Ceuta.